# Тонто-Вілледж (Аризона)
Тонто-Вілледж (англ. Tonto Village) — переписна місцевість (CDP) в США, в окрузі Гіла штату Аризона. Населення — 209 осіб (2020).

## Географія
Тонто-Вілледж розташоване за координатами 34°19′11″ пн. ш. 111°8′22″ зх. д. / 34.31972° пн. ш. 111.13944° зх. д. (34.319808, -111.139313).  За даними Бюро перепису населення США в 2010 році переписна місцевість мала площу 0,87 км², уся площа — суходіл.

## Демографія
Згідно з переписом 2010 року, у переписній місцевості мешкало 256 осіб у 98 домогосподарствах у складі 73 родин. Густота населення становила 296 осіб/км².  Було 215 помешкань (248/км²).
Расовий склад населення:
| - 91,8 % — білих - 1,6 % — корінних американців - 0,4 % — вихідців з тихоокеанських островів - 0,4 % — чорних або афроамериканців - 4,3 % — осіб інших рас |

До двох чи більше рас належало 1,6 %. Частка іспаномовних становила 9,0 % від усіх жителів.
За віковим діапазоном населення розподілялося таким чином: 27,0 % — особи молодші 18 років, 53,5 % — особи у віці 18—64 років, 19,5 % — особи у віці 65 років та старші. Медіана віку мешканця становила 43,0 року. На 100 осіб жіночої статі у переписній місцевості припадало 89,6 чоловіків;  на 100 жінок у віці від 18 років та старших — 90,8 чоловіків також старших 18 років.
Середній дохід на одне домашнє господарство  становив 53 198 доларів США (медіана — 57 000), а середній дохід на одну сім'ю — 53 219 доларів (медіана — 55 250). 
Цивільне працевлаштоване населення становило 96 осіб. Основні галузі зайнятості: роздрібна торгівля — 21,9 %, публічна адміністрація — 20,8 %, мистецтво, розваги та відпочинок — 20,8 %.